# Naast jou
Naast jou is een single van Boudewijn de Groot. Het is afkomstig van zijn livealbum Een hele tour. Op dat album waren live-uitvoeringen te horen van Boudewijn de Groot begeleid door het Metropole Orkest onder leiding van Dick Bakker, tevens arrangeur. Het origineel is afkomstig van De Groots album Voor de overlevenden, een album uit 1966. Tijdens de live-uitvoering zong Jan Rot met De Groot mee. Het lied is geschreven door de combinatie Lennaert Nijgh (tekst) en De Groot (muziek).
De B-kant van deze cd-single was Als het bericht slecht is... van De Groot zelf.
Boudewijn de Groot kreeg er geen hit mee.

## Cover
In 2009 namen Nick & Simon het nummer op als B-kant van hun cd-single De dag dat alles beter is. Boudewijn de Groot en Lennaert Nijgh kregen aldus een indirecte nummer 1-positie in de Single Top 100 toebedeeld. De single van Nick & Simon hielden die één week vast. De opnamen van het Volendamse duo vonden plaats tijdens het Harpen Gala 2009.

### NederlandseSingle Top 100
| Positie: | 1 | 10 | 37 | 34 | 29 | 56 | 59 | 63 | 59 | 66 | uit |